# Dieselolie

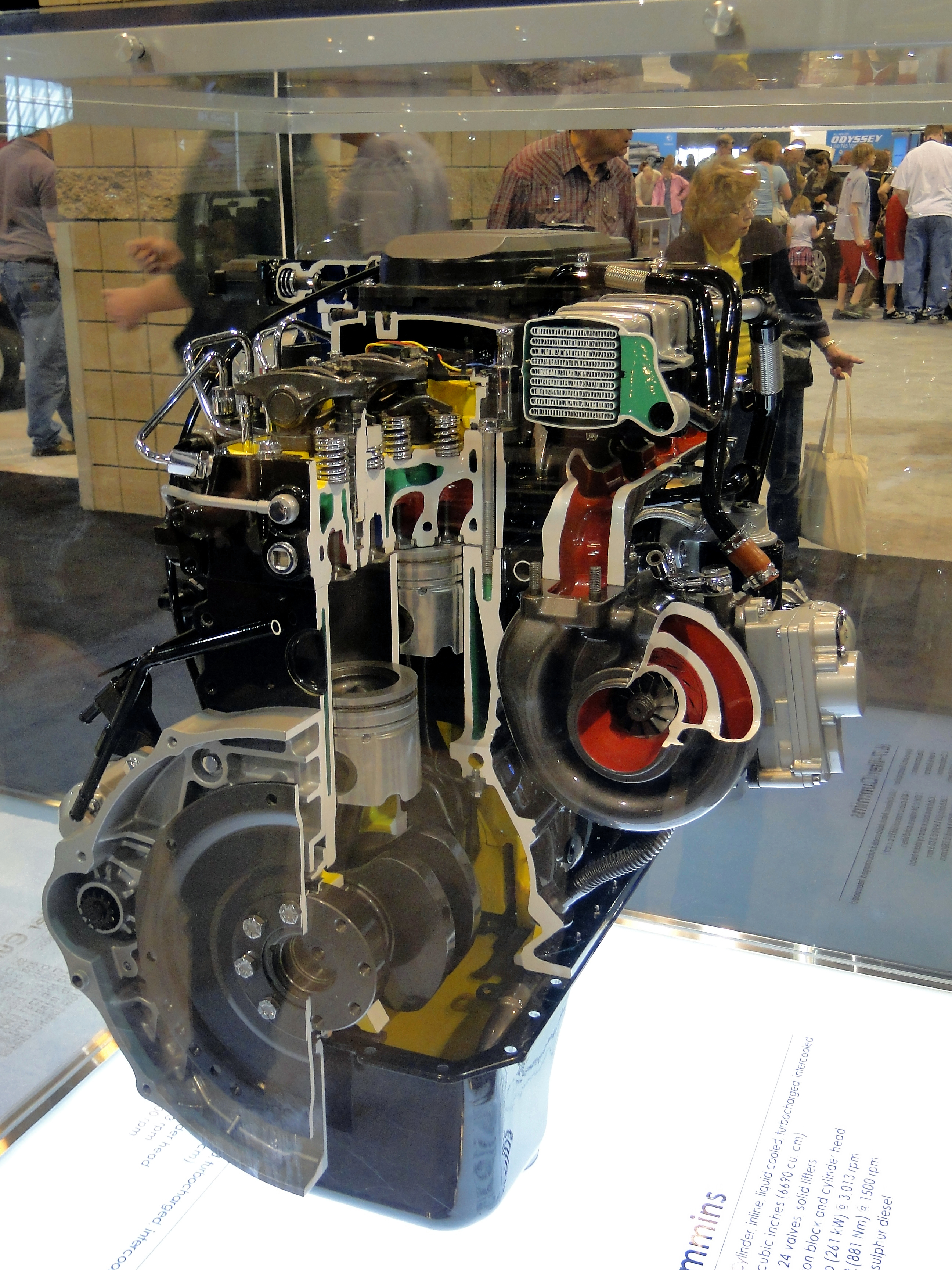
Opengewerkt model van een turbo dieselmotor

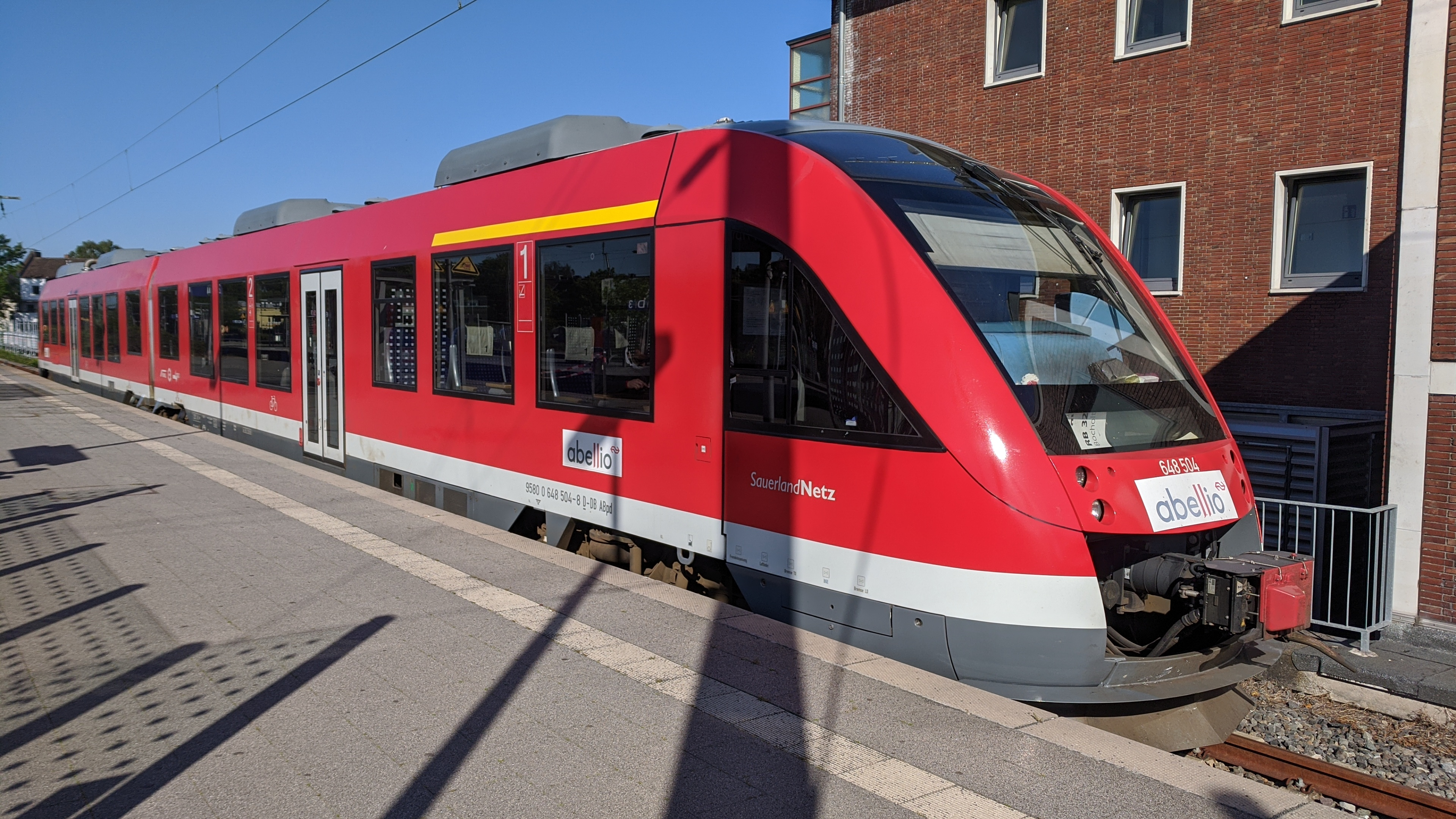
Dieseltrein

Dieselolie of gasolie, kortweg diesel, is een aardolieproduct dat gebruikt wordt als brandstof voor dieselmotoren. De brandstof, meestal gemaakt uit Oeralolie, is genoemd naar Rudolf Diesel, de uitvinder van de dieselmotor. Het UN-nummer is 1202. In de binnenvaart en enkele dialecten spreekt men in België van mazout.
Gasolie is onder te verdelen in laag- en hoogzwavelig. Dieselolie is de handelsnaam voor laagzwavelige gasolie. De termen laag en hoog verwijzen naar het aantal ppm zwavel. Het is ook mogelijk om uit steenkolen of aardgas steenkooldiesel te produceren via het Fischer-Tropschproces.
Dieselolie komt vanzelf tot ontbranding onder druk in aanwezigheid van zuurstof. Deze omstandigheden heersen in de verbrandingsruimte van dieselmotoren op het moment van inspuiting van de brandstof. De mate waarin de brandstof vatbaar is voor zelfontbranding onder genoemde omstandigheden, wordt aangeduid met het cetaangetal. Dit getal is een graadmeter voor de kwaliteit van de dieselbrandstof. Hoe lager het cetaangetal, hoe trager de zelfontbranding op gang komt. Als zelfontbranding uitblijft, is blijkbaar het cetaangetal te laag voor de gebruikte motor.
Het verschil met benzine is dat de brandstof door adiabatische compressie van het brandstof-luchtmengsel spontaan tot ontbranding komt, wat bij benzine juist een ongewenste eigenschap is (zie ook klopvastheid, octaangetal).
Net als bij benzine zijn er ook verschillende vormen van diesel, afhankelijk van onder andere het cetaangetal, de viscositeit en de herkomst. Gangbare diesel (onder andere voor het weg- en landbouwverkeer) is dieselolie met een cetaangetal van rond de 50. Een uitzondering hierop vormt biodiesel met een cetaangetal van 70 tot 100. Deze diesel is geheel of gedeeltelijk gemaakt van plantaardige olie of dierlijk vet.
In de scheepvaart wordt diesel met lager cetaangetal gebruikt. Omdat scheepsdiesels over het algemeen bij lagere toerentallen en hogere compressies werken, is de ontbrandingsvertraging, die bij een lager cetaangetal hoort, geen bezwaar. De kwaliteit van diesel wordt in de scheepvaart aangegeven met HFO (Heavy Fuel Oil) of MDO (Marine Diesel Oil). Vooral de dichtheid van deze brandstoffen heeft een invloed op de prijs.
Dieselmotoren worden gebruikt in de scheepvaart, treinen, wegtransport (vrachtwagens) en voor personenauto's. Ook graafmachines, shovels, aggregaten en tractoren zijn uitgerust met dieselmotoren.

## Verbruik
Auto's met een dieselmotor zijn over het algemeen zuiniger dan equivalente benzinemotoren, en produceren minder broeikasgassen (CO2). Dat komt voort uit zowel de hogere energiedichtheid per liter van dieselbrandstof, als uit het hogere thermodynamische rendement. Dat laatste komt voornamelijk door de hogere compressieverhouding. Diesel bevat meer koolstof dan benzine, wat per liter brandstof tot een 15% hogere CO2-uitstoot  leidt,
maar het verbruik van een moderne dieselmotor is 20–40% lager. Netto produceert een dieselmotor 10 tot 20% minder CO2-uitstoot dan een vergelijkbare benzinemotor.

## CO2-uitstoot
Bij de verbranding van 1 liter diesel komt circa 2,7 kg CO2 vrij.
Dit is uitsluitend de CO2 die aanwezig is in dieselolie zelf en die vrijkomt bij verbranding. Dit is echter maar een gedeelte van de totale hoeveelheid CO2-uitstoot die dieselolie als product veroorzaakt. Volgens de well to wheel-methodiek wordt alle CO2 die ontstaat bij het opsporen, produceren, raffineren, transporteren en opslaan van dieselolie, toegerekend aan de CO2-uitstoot van dieselolie. Dat kan wel zo'n 30% bedragen. Biobrandstoffen worden in de regel op de well to wheel-methodiek beoordeeld.

## Gebruiksbeperkingen
In een poging om af te komen van slechte luchtkwaliteit hebben sommige steden besloten  om dieselwagens te weren. Met strikte normen en controles heeft Tokio dieselvoertuigen nagenoeg van haar straten verbannen, waarna het aantal beroertes, hartinfarcten en longziekten significant daalde. Op de C40 Cities in 2016 kondigden de burgemeesters van Parijs, Madrid, Athene en Mexico-Stad aan vanaf 2025 geen dieselwagens meer toe te laten in hun steden. Rome bande personenauto's op diesel uit het centrum vanaf 2024. Ook in Kopenhagen, Stockholm en Oslo zullen diesels niet meer welkom zijn.
In Brazilië mogen sinds de oliecrisis geen personenauto's op diesel rijden.

## Accijnzen

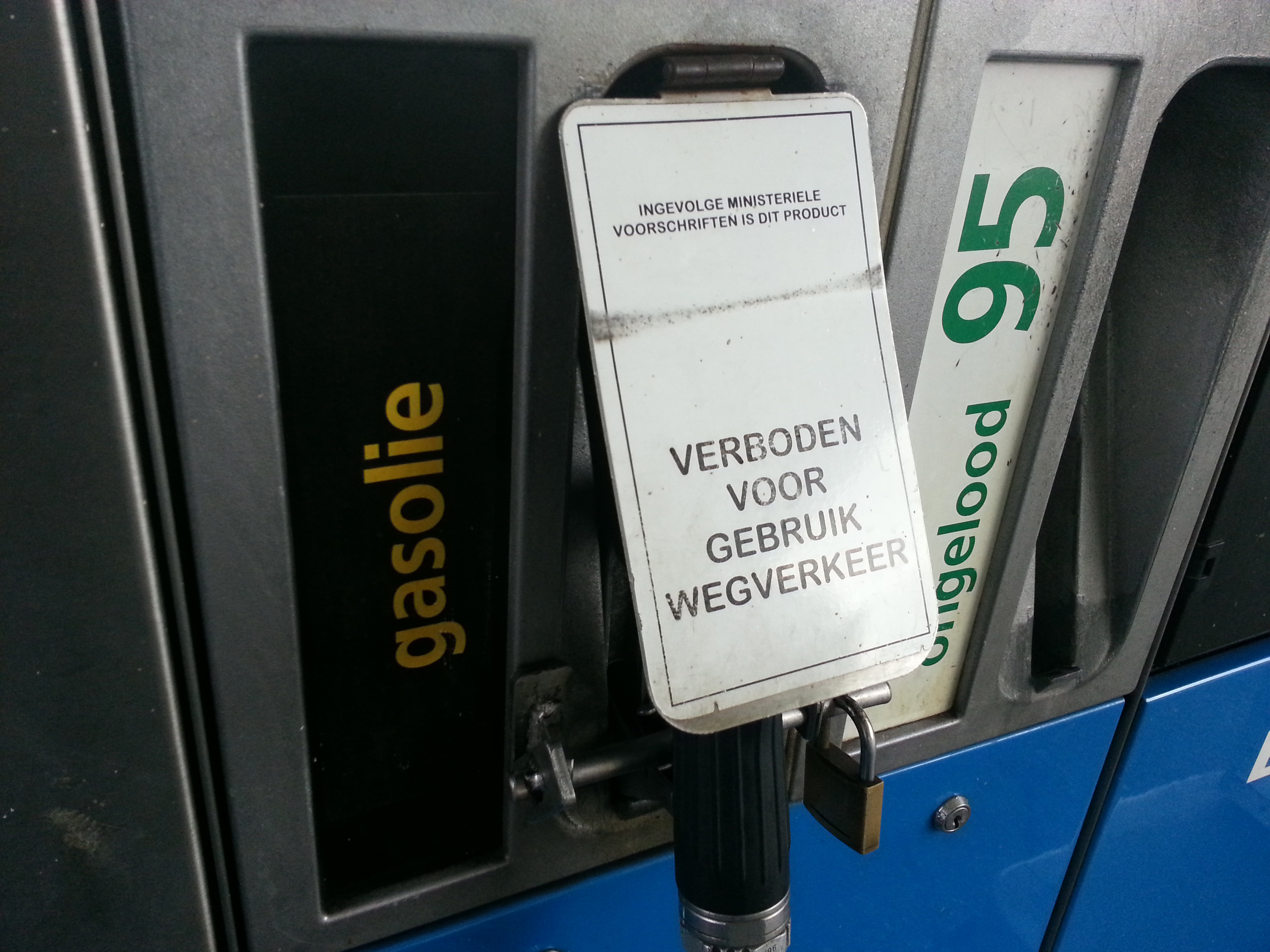
Een afgesloten tankslang voor rode diesel

Op diesel wordt accijns geheven. In Nederland werden tot 1 januari 2013 twee tarieven gehanteerd. Voor wegtransport gold een hoger tarief dan voor landbouwwerktuigen (tractoren) en de scheepvaart. Diesel voor landbouwwerktuigen (stookolie of rode diesel) mocht dan ook niet in een personenauto gebruikt worden omdat de staat dan accijnsinkomsten misliep. Om onderscheid te kunnen maken tussen beide accijnsgroepen werd een rode kleurstof aan de goedkopere diesel toegevoegd. Geregeld werden er door de douane controles gehouden op het onterecht gebruik van rode diesel. In Nederland werd bij de jaarlijkse APK ook gecontroleerd op het gebruik van rode diesel. Sinds 1 januari 2013 mag alleen scheepvaartverkeer nog rode diesel verstoken.
Vele malen is geprobeerd voor het scheepvaartverkeer accijns op diesel in te voeren. Dit onderwerp van discussie duikt om de paar jaar onder verschillende benamingen steeds weer op en wordt dan na onderzoek naar de mogelijke invoering wegens niet-haalbaarheid toch weer van de parlementaire agenda afgevoerd. In de Herziene Rijnvaartakte is een vrijstelling van belastingen die met de scheepvaart samenhangen opgenomen. Te voorzien is dat schippers een reisje Rijn gaan doen om accijnsvrij te kunnen bunkeren en dat daarmee het heffen van accijns elders in Nederland effectief nagenoeg onmogelijk wordt.  
Ruim 70% van de in 2005 in België verkochte wagens rijdt op diesel. In 2001 bedroeg dit aantal 63%. Dit is onder meer te verklaren doordat diesel in België per liter tot 30 cent goedkoper was dan benzine. In 2018 nam de populariteit van dieselwagens in België af, in het tweede kwartaal was 36,3% van de verkochte wagens een diesel. Een van de redenen voor de gedaalde populariteit is de stijging van de accijnzen op diesel. Een liter diesel kostte toen zo'n 10 cent meer dan een liter 95E10 benzine. Een andere reden is de opkomst van lage-emissiezones in steden zoals Brussel en Antwerpen, waar dieselwagens met een euronorm lager dan Euro 5 (in het geval van Antwerpen) niet meer toegelaten zijn, waardoor oudere dieselwagens door benzinewagens vervangen worden, aangezien benzinewagens langer toegelaten zullen worden in de lage emissiezones.